# Gabriel Bibron

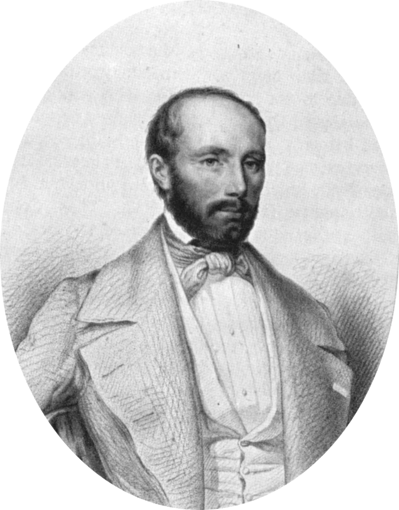
Gabriel Bibron

Gabriel Bibron (Parijs, 20 oktober 1805 - Saint-Alban-les-Eaux, 27 maart 1848) was een Frans zoöloog en herpetoloog. Zijn vader werkte in een museum en zodoende kwam Gabriel in aanraking met verschillende dieren.
In 1832 ontmoette hij André Marie Constant Duméril, met wie hij samen vele diersoorten beschreef waaronder veel reptielen. Duméril was vooral geïnteresseerd in de relaties tussen de verschillende taxa, terwijl Bibron zich bezighield met het beschrijven van nieuwe soorten.
Gabriel Bibron overleed in 1848 op 42-jarige leeftijd aan de gevolgen van tuberculose.
- Biblioteca Nacional de España: XX1701465
- Bibliothèque nationale de France: cb10778261h (data)
- Catàleg d'autoritats de noms i títols de Catalunya: 981058529941006706
- Gemeinsame Normdatei: 117590320
- International Standard Name Identifier: 0000 0000 7148 6715
- Library of Congress Control Number: no2009173230
- Nationale Bibliotheek van Tsjechië: uk2007353437
- Nationale bibliotheek van Australië: 35433898
- Nationale Bibliotheek van Israël: 987007355505105171
- Nederlandse Thesaurus van Auteursnamen: 156458942
- Réseau des bibliothèques de Suisse occidentale: 02-A003004487
- Système universitaire de documentation: 14233314X
- Museum of New Zealand Te Papa Tongarewa: 43331
- Trove: 951365
- Virtual International Authority File: 67247065
- WorldCat: E39PBJwmR4bpXYtcfdP9wMg3Qq